# Nighat Arif
Nighat Arif (Punyab, 9 de febrero de 1984) es una locutora británica. Nacida en Villa 38 en Punyab, Pakistán, se mudó al Reino Unido a los nueve años y luego se convirtió en médica para evitar un matrimonio arreglado, y ocupó un puesto en una consulta en Chesham. Comenzó a hacer apariciones en televisión en mayo de 2019 mientras estaba de baja por maternidad, y luego se convirtió en médico residente de BBC Breakfast y This Morning de ITV e hizo cuatro apariciones en Countdown  en abril de 2024; su cuenta de TikTok tenía casi medio millón de seguidores en agosto de 2023. Publicó una guía médica, The Knowledge, en 2023.

## Primeros años de vida
Arif nació el 9 de febrero de 1984 en Pakistán; se mudó al Reino Unido a los nueve años con su madre y llegó en abril de 1993. Habla punyabí como primera lengua, : 14:30  Aprendió inglés por su cuenta viendo EastEnders y fue la primera en su familia en hablar el idioma. Su padre, Arif Hussain, se mudó al Reino Unido a finales de 1984, fue el imán de la mezquita de Chesham y fue nombrado miembro de la orden del Imperio Británico en los Honores de Año Nuevo de 2020; sus tíos, primos y abuelos eran agricultores subvencionados.: 15:00  Se hizo médica para evitar un matrimonio concertado, sabiendo que la educación era el único camino al que sus padres no se opondrían; se decidió por la medicina después de que su asesor profesional le dijera que la medicina veterinaria era el camino más largo y decidió que los animales no eran para ella.: 15:00  Más tarde aceptó un puesto como médica en Chesham.

## Carrera en los medios
Arif apareció por primera vez en televisión en mayo de 2019, cuando BBC Breakfast dedicó una semana de programas a hablar abiertamente sobre la menopausia. En ese momento, Arif estaba de baja por maternidad y estaba amamantando, y aceptó aparecer en el programa después de que su editor de planificación le ofreciera maquillarse; Luego hizo numerosas apariciones como médico de cabecera residente de Breakfast, así como en This Morning de ITV, y presentó el Sunday Breakfast Show de BBC Three Counties Radio. Arif apareció en Countdown en abril de 2024, haciendo cuatro apariciones; Mientras estaba en el programa, recibió abusos racistas, lo que llevó al equipo de producción a verificar su bienestar.
En 2020, durante la pandemia de COVID-19 en el Reino Unido, Arif comenzó a subir contenido a su cuenta de TikTok para difundir información rápidamente,: 14:48  habiendo sido inspirada para hacerlo por sus pacientes. Cuando recibió su vacuna COVID-19 en enero de 2021, subió un vídeo al respecto en urdu; un vídeo de ella recibiendo la vacuna se volvió viral en línea y había sido visto por más de 100 000 personas en marzo de 2021. En agosto de 2023, The Times señaló que «a menudo subtitula o narra sus publicaciones sobre la salud femenina en punyabí y urdu», idiomas en los que las únicas palabras para menopausia se traducen como «estéril» y «fuera de lugar». Más tarde ese mismo mes, i escribió que tenía casi medio millón de seguidores en la plataforma.

## The Knowledge
Arif publicó un libro, The Knowledge, en 2023, que detalla sus conocimientos sobre la salud de las mujeres, con la intención de abordar una serie de mitos que había encontrado; Le dijo a la edición de Countdown del 10 de abril de 2024 que se inspiró para escribirlo después de que una mujer mayor en su mezquita que padecía síntomas le dijera que «sólo las mujeres blancas llegan a la menopausia». El libro utiliza fondos de colores para ayudar a personas neurodiversas, una decisión inspirada en su propia dislexia, e incluye contenido sobre salud trans y cuestiones LGBT y diagramas realistas de cuerpos tanto morenos como negros; i sugirió en agosto de 2023 que el libro contenía las primeras imágenes publicadas de liquen escleroso en pieles no blancas y opinó que el libro «combina su enfoque sensato y rompedor de estigmas con su conciencia cultural, su calidez característica, y su experiencia clínica» y «se dirige a los pacientes como iguales, dotándolos del conocimiento, las herramientas y los consejos que necesitan para gestionar mejor su salud reproductiva, sin ser condescendiente ni menospreciarlos».

## Vida personal y puntos de vista
Arif le dijo a la edición de Countdown del 9 de abril de 2024 que había estado casada durante 17 años y que le habían presentado a su marido, de Villa 42 de Punyab, tres años antes.: 15:00  A febrero de 2022, tiene tres hijos, de once, siete y tres años. Ella ha sido abierta sobre su uso de estrógeno vaginal tópico localizado; le dijo a i en noviembre de 2023 que se los daría a todas las mujeres, para reemplazar lo que se pierde con el tiempo, y que les daría vibradores a más mujeres por razones médicas, con el argumento de que los orgasmos ayudan a los músculos del suelo pélvico, baja la presión arterial y liberan endorfinas que ayudan a aliviar el dolor y estimular la oxitocina. En marzo de 2024, Arif fue nombrado uno de los 28 tenientes adjuntos de Buckinghamshire.